# 冷感症
冷感症（れいかんしょう）とは、女性において性交欲を感じない状態を言う。
女性の性交欲は、性交経験を重ねる毎に漸次発現していく場合が多いが、これを欠いている状態を言う。また体の一部に急激な冷えを感じるなどがある。
原因は、肉体的なものと精神的なものがある。不感症との区別は性欲の有無である。不感症は性欲があるしかし性感覚が欠如または不十分である状態、冷感症は性欲が無く性感覚が欠如または不十分である。また真性冷感症があり、こちらは性欲が無いが性感覚が感じるもの。
引用元　新宿Life Clinic